# 飯山恵巳子
飯山 恵巳子（いいやま えみこ、1934年〈昭和9年〉4月16日 - ）は日本の声楽家（ソプラノ）、音楽教育者。東京都港区出身。

## 来歴
- 昭和29年3月：東京都立三田高等学校卒業
- 昭和30年4月：国立音楽大学別科入学
- 昭和31年3月：同校修了
- 昭和31年4月：東京芸術大学音楽学部声楽科入学
- 昭和35年3月：同校卒
- 昭和35年4月：東京都立深川高等学校、東京都立本所高等学校、品川区立城南中学校に音楽時間講師として勤務（ - 昭和38年3月)
- 昭和38年7月：渡欧(ウィーン)
- 昭和38年10月：ウィーン国立音楽大学入学。発声科…P.ケーラー、リート・オラトリオ科…E.ウエルバ、オペラ科…A.コロ　各教授に師事。
- 昭和39年10月：オーストリア政府給費留学生の資格を得る
- 昭和41年6月：同校を首席にて卒業。卒業後引き続き発声をP.ケーラー、バロック及び教会音楽をH.ギレスベルガー、現代音楽をF.ツェルハ各教授に師事
- 昭和46年秋：帰国
- 昭和47年4月：学校法人尚美学園（コンセルヴァトワール尚美、現尚美ミュージックカレッジ専門学校）非常勤講師として勤務。現在に至る。
- 昭和47年4月：愛知県立芸術大学音楽学部に非常勤講師として勤務
- 昭和49年4月：愛知県立芸術大学音楽学部専任講師となる
- 昭和57年4月：尚美学園短期大学非常勤講師として勤務。現在に至る。
- 昭和60年4月：愛知県立芸術大学音楽学部助教授となる。
- 平成2年4月：愛知県立芸術大学音楽学部教授となり現在に至る。

## 研究業績
| 資料  | 年月日                         | 種目                                                                 | 場所 | 内容 |
| ----- | ------------------------------ | -------------------------------------------------------------------- | --- | --- |
| 1     | 昭和35年4月19日                | 演奏会 (ヤマハ新人演奏会)                                            | 横浜市 (神奈川県立音楽堂) | Dvorak:Zigeunermelodien Op.55 ピアノ伴奏：小池ふさ |
| 2     | 昭和35年5月29日                | 演奏会                                                               | 東京 (銀座ヤマハホール) | Dvorak:Zigeunermelodien Op.55 ピアノ伴奏：小池ふさ |
| 3     | 昭和35年12月26日               | 演奏会                                                               | 東京 (文京公会堂) | W.A.Mozart:コンサートアリア “Ah,lo previdi” K272 ピアノ伴奏：小池ふさ |
|       | 昭和39年8月                    | 放送(ORF) (オーストリア放送局)                                       | ザルツブルグ | A.Berg:“Sieben Fruhe Lieder” ピアノ伴奏：Walter Moore |
| 4     | 昭和40年3月31日                | 演奏会 (コンツエルトハウス定期演奏会)                                | ウイーン (Konzerthaus) | C.Monteverdi:“Vespro della beata vergine”(第1Sop.ソロを歌う) オーケストラ：ウイーン室内管弦楽団 合唱：ウイーン室内合唱団 指揮：Hanns Gillesberger |
| 5     | 昭和42年3月14日                | 演奏会 (コンツエルトハウス定期演奏会)                                | ウイーン (Konzerthaus) | L.Nono “Canciones a Guiomar” (ソプラノソロと室内楽) アンサンブル：die reihe 指揮：Friedrich Cerha |
| 6     | 昭和42年6月6日                 | 演奏会 (ウイーン音楽祭)                                              | ウイーン (20世紀美術館ホール) | B.Dimov:“Incantationes Ⅱ”(初演)(ソプラノソロと室内楽) アンサンブル：die reihe 指揮：F.Cerha |
| 7     | 昭和42年5月                    | 国際音楽コンクール (マリアカナルス)                                  | スペイン (バルセロナ) | 声楽部門に参加 メダル受賞 |
|       | 昭和42年12月                   | 放送(ORF) (オーストリア放送局)                                       | オーストリー (クラーゲンフルト) | A.Webwrn: Vier Lieder Op.12 Drei Lieder Op.23 Rudenaue: Lieder “Tanka” ピアノ伴奏：Walter Moore |
| 8     | 昭和43年1月23日 ↓ 29日         | オペラ公演                                                           | ブルガリア各都市 Russe(1/23) Stara Zagola(1/25,1/30,2/1) Bourgas(1/29) | G.Puccini:“Madama Butterfly” 蝶々夫人役で5回の客演 |
| 9     | 昭和43年2月7日                 | 演奏会 (Musikverein grober Saal)                                     | ウイーン | A.Bruckner:Messe in d-moll オーケストラと合唱：Wiener Kluturgesellschaft-Orchester u.Chor 指揮：Josef.M.Muller |
| 10    | 昭和43年2月9日                 | 演奏会                                                               | ウイーン (20世紀美術館ホール) | A.Webern:“5 geistliche Lieder OP.15” B.Dimov:“Incantaziones Ⅱ” M.Rudenauer:Lieder “Tanka” アンサンブル：die reihe ピアノ：K.Wittlich 指揮：F.Cerha |
| 11    | 昭和43年2月                    | 演奏会と放送                                                         | ヨーロッパ各都市 アムステルダム (コンセルトヘボウ) ブリュッセル (フィルハーモニーホール) マインツ アクイラ (テアトロ・オリンピコ) ローマ (ローマ放送局) パリ (オデオン劇場) | A,Webern:5 Geistliche lieder OP.15 B.Dimov:“Incantationes Ⅱ” アンサンブル：Die reihe 指揮：F.Cerha |
| 12    | 昭和43年3月 昭和43年3月30日    | 放送(ORF) 演奏会                                                     | ウイーン (オーストリー放送局) 西ドイツ (Ettlingen) | B.Dimov:“Incantationes Ⅱ” アンサンブル：die reihe 指揮：F.Cerha G.F.Handel:“Der Messias” (Sop.ソロを歌う) オーケストラ：Badischen Staatheaters Orchester 合唱：St.Martin合唱団 指揮：H.Schroder                                                                                |
| Rec.1 | 昭和43年3月                    | レコーディング Telefunken-DECCA                                      | ウイーン ヨハンシュトラウスザールにて録音 | J.S.Bach:Hohe Messe in h-,moll(第Ⅱソプラノソロを歌う) アンサンブル：Concentus Musicus 合唱：ウイーン少年合唱団 指揮：Hans Gillesberger |
| 13    | 昭和43年4月7日                 | 演奏会 (コンツエルトハウス定期演奏会)                                | ウイーン Mozartsaalにて | J.Haydn:Misa Sancta Caeciliae C-Dur (Sop.ソロを歌う) オーケストラ：Wiener Kammerorchester 合唱：Wiener Kammerchor 指揮：H.Gillesberger |
| 14    | 昭和43年4月29日                | 演奏会                                                               | 西ベルリン Akademie der Kunste | A.Webern:5 Geistliche Lieder B.Dimov:Incantationes Ⅱ アンサンブル：die reihe 指揮：F.Cerha |
|       | 昭和43年4月30日 昭和43年5月3日 | 放送 (ベルリン放送局) ラジオリサイタル (公開録音)                    | 西ベルリン ベオグラード (ベオグラード放送局) | A.Webern:5 Geistliche Lieder B.Dimov:Incantationes Ⅱ アンサンブル：die reihe 指揮：F.Cerha F.shubert,J.Brahmas, H.Wolf G.Mahlerの歌曲による ピアノ伴奏：Andrea Preger |
| 15    | 昭和43年6月9日 昭和43年6月12日 | 演奏会 (オーストリー文化週間)                                        | オーストリー (インスブルック) | G.Kahowez:Sommerpoesi-Winterpoesie (Sopソロと室内楽) アンサンブル： Symphonieorchester des Bayerischen Rundfunk 指揮：E.Urbanner … … … … L.Nono:Canciones a guiomar アンサンブル：die reihe 指揮：F.Cerha                                                                      |
| Rec.2 | 昭和43年11月                   | レコーディング(Vox)                                                  | ウイーン | I.Strawinsky: “Trois poesies de la lyrigue Japonaise” I.Strawinsky: “TWO Poems of Balmont” E.Satie:Socrate アンサンブル：die reihe 指揮：F.Cerha |
| 16    | 昭和44年1月13日                | 演奏会と放送(WDR) ケルン放送局定期演奏会                             | ケルン Westdeutsher-Rundfunk-Saal | A.Webern:Vier Lieder op.13 A.Webern:Drei Lieder OP.posth (ヨーロッパ初演) 1)Leise Dufte 2)Kunfttag 3)O,sanfte gluhen der Berge アンサンブル：die reihe 指揮：F.Cerha |
| 17    | 昭和44年2月25日                | 演奏会 (コンツエルトハウス定期演奏会)                                | ウイーン Konzerthaus-Mozartsall | A.Hundziak:“Liriki” (Sop.u.zehn Instrumente) オーケストラ：Wiener Symphoniker 指揮：H.Gillesberger |
| 18    | 昭和44年2月                    | リサイタル                                                           | 西ドイツ (シュトゥットガルト) Stanford in Germany | W.A.Mozart, J.Brahms, H.Wolf, G.Mahler, A.Bergの歌曲 ピアノ伴奏：Walter Moore |
| 19    | 昭和44年2月28日                | 演奏会と放送(NRU) オランダ放送局主催                                 | オランダ(ヒルヴェズム) 放送局大ホール | A.Webern “Drei Lieder” Op.posth Leise Dufte Kunfttag O,sanftes gluhend der Berge オーケストラ：オランダ放送局管弦楽団 指揮：F.Cerha |
| 20    | 昭和44年3月20日                | 演奏会                                                               | フランス各地 (ナンスィ) (レイムス) | J.S.Bach:マタイ受難曲 (Sop.ソロを歌う) オーケストラ：西ドイツ,トリエ市 バッハオーケストラ・合唱団 指揮：Nikolas Bliznakov |
| 21    | 昭和44年5月                    | 演奏会 (オーストリー文化週間)                                        | オーストリー (インスブルック) | Smekal:“Secmente aus dem Farbenkreis” アンサンブル：die reihe 指揮：F.Cerha |
| 22    | 昭和44年5月                    | 演奏会                                                               | 西ドイツ (アーヘン) | J.S,Bach: Hohe Messe in h-moll (Sop.ソロを歌う) オーケストラ：アーヘン市管弦楽団 合唱：アーヘン大聖堂合唱団 指揮：Pohl |
| 23    | 昭和44年6月17日                | 演奏会 (1969年オランダフェスティバル)                                | オランダ (Kurhaussaal) | I.Strawinsky: “Trois poesie de la lyrique Japonaise” “Tow poems of Balmont” オーケストラ：オランダ放送局管弦楽団 指揮：Roelof KROL |
| 24    | 昭和44年8月                    | 放送(NHK)                                                            | 東京(NHKにて) | R.Stauss, A.Bergの歌曲による ピアノ伴奏：木村潤二 |
| 25    | 昭和44年10月5日                | 演奏会                                                               | 西ドイツ (アーヘン) | J.S.Bach: Magnificat in D-Dur W.A.Mozart: Grobe Messe in c-moll (Sop.ソロを歌う) オーケストラ・合唱： アーヘン市管弦楽団・合唱団 指揮：Rudolf Pohl |
| 26    | 昭和44年9月28日                | 演奏会                                                               | ベルギー (ニベル) | J.S.Bach: Magnificat in D-Dur W.A.Mozart: Grobe Messe in c-moll (Sop.ソロを歌う) オーケストラ・合唱： アーヘン市管弦楽団・合唱団 指揮：Rudolf Pohl |
| 27    | 昭和44年10月31日               | リサイタル                                                           | オーストリー (インスブルック) コンセルバトリウムザール | R.Schumann, A.Berg, H.Wolf 日本歌曲によるプログラム ピアノ伴奏:Walter Moore |
| 28    | 昭和44年11月2日                | 演奏会                                                               | 西ベルリン (ベルリンフィルハーモニーザール) | J.S.Bach:Kantate Nr.51 “Jauchzet Gott in allen Landen” W.A.Mozart: “Exsultate .jubilate” オーケストラ： ベルリンフィルハーモニー室内管弦楽団 指揮：FritzWeise |
| 29    | 昭和44年11月7日                | 演奏会と放送 (ケルン放送局定期演奏会) (WDR)                          | 西ドイツ (ケルン) 放送局大ホール | E.Varese: Offrandes (Sop. und Kammerorchester) オーケストラ： Das Kolner Rundfunk- sinfonie-Orchester 指揮：Witold Rowicky |
| 30    | 昭和44年11月                   | 放送(ORF) (オーストリー放送局)                                       | オーストリー (ウイーン) | A.Webern:Funf Lieder(R.Dehmel) A.Webern:Drei Lieder (Avenarius)他 ピアノ伴奏：Walter Moore |
| 31    | 昭和44年12月12日               | 演奏会 (コンツエルトハウス定期演奏会)                                | オーストリー (ウイーン) コンツエルトハウス大ホール | J.S.Bach: Magnificat (Sop.ソロを歌う) オーケストラ：Wiener Symphoniker 合唱：Slowakischen- Philharmonie Pressburg 指揮：Jan Krenz |
| 32    | 昭和44年12月15日               | 演奏会と放送 (ウイーン放送局定期演奏会)                              | オーストリー (ウイーン) 放送局大ホール | K.H.Fussl:Miorta B.Dimov:Raumspiel アンサンブル：die reihe 指揮：Kurt Schwertsik |
| 33    | 昭和45年2月27日                | 演奏会と放送 (WDR)                                                   | 西ドイツ (ケルン) 放送局大ホール | B.Dimov:Raumspiel アンサンブル：Das Ojstersek-Quartett 指揮：B.Dimov |
| 34    | 昭和45年5月1日 ↓ 4日           | 演奏会                                                               | フランス各地 (Aix-les-Bains) Rode,Troye 他 | L.V.Beethoven:Symphonie Nr.9 d-moll (Sop.ソロを歌う) オーケストラ・合唱：Trierer Sinfonieorchester und Chor 指揮：Nicolas Bliznakov |
| 35    | 昭和45年5月24日                | 演奏会                                                               | 西ドイツ (ドルトムント) | P.Boules: “Improvisation sur Mallarme” オーケストラ： Dortmunder Kammerensemble 指揮：Werner Seiss |
| 36    | 昭和45年5月27日 ↓ 29日         | 演奏会                                                               | フランス各地 (Aix-les-Bain,Orlean,Le Mans) | L.V.Beethoven:Symphonie Nr.9 (Sop.ソロを歌う) オーケストラ・合唱： Trierer Sinfonieorchester und Chor 指揮：NicolasBliznakov |
| 37    | 昭和45年6月                    | 演奏会                                                               | フランス各地 (Paray-le-Monial,Le Puy, Clermont-Ferraan) | L.V.Beethoven:Symphonie Nr.9 (Sop.ソロを歌う) オーケストラ・合唱： Trierer Sinfonieorchster und Chor 指揮：NicolasBliznakov |
| 38    | 昭和45年8月                    | 演奏会                                                               | アメリカ (サンディエゴ) | W.A.Mozart:Konzert-Aria “Bella mia fiamma addio” F.Handel:ドイツアリアより “Flammende Rose” L.V.Beethoven:Schotische Lieder オーケストラ： San Diego Symphonie Orchester 指揮：Zoltan Rosinai                                                                                  |
| 39    | 昭和45年8月                    | オペラ公演                                                           | アメリカ (サンディエゴ) (イーストシアター) | W.A.Mozart:Le Nozze di Figaro (スザンナ役を歌う) オーケストラ： San Diego Symphonie Orchester 指揮：Zoltan Rosinai |
| 40    | 昭和45年9月6日                 | 演奏会                                                               | 西ドイツ (クレーフェルト) | L.V.Beethoven:Misa Solemnis (Sop.ソロを歌う) オーケストラ：Orchester der Stadte Krefeld-Monchengladbach 合唱：Pfarr-Cacilien-Chor St.Josef Krefeld 指揮：Josef Schwalbach |
| 41    | 昭和45年9月20日                | 演奏会                                                               | フランス各地 (ルワン、ラオン) | L.V.Beethoven:Symphonie NR.9 (Sop.ソロを歌う) オーケストラ・合唱： Trierer Sinfonieorchester und Chor 指揮：Nicolas Bliznakov |
| 42    | 昭和45年10月17日               | 演奏会                                                               | フランス (カレ) Theatre-Hunicipal | L.V.Beethoven:Symphonie Nr.9 (Sop.ソロを歌う) オーケストラ・合唱： Trierer Sinfonieorchester und Chor 指揮：Nikolas Bliznakov |
| 43    | 昭和45年11月29日               | 演奏会                                                               | 西ドイツ (レムシャイト) | C.Monteverdi: “Vespro della beata vergine” (第ⅠSop.ソロを歌う) オーケストラ・合唱： レムシャイト市室内管弦楽団 レムシャイト市室内合唱団 指揮：Kurt Pantzer |
| 44    | 昭和45年12月7日                | 演奏会と放送 (ORF) オーストリー放送局定期演奏会                      | オーストリー Rundfunks-Saal | C.Ruggles: “VOX Clamans in deserto” アンサンブル：die reihe 指揮：Richard Duffalo |
| 45    | 昭和46年1月17日                | 演奏会                                                               | 西ドイツ (ハンブルク) Kunsthalle | B.Dimov:“Raumspiel Ⅰ,Ⅱ” アンサンブル： “Trial and error”Koln 指揮：B.Dimov |
| 46    | 昭和46年1月29日                | 演奏会(NDR) 北ドイツ放送局                                           | 西ドイツ (ハノーヴァー) Rundfunks-Saal | A.Webern:Ⅰ Kantte Op.29 A.Webern:Ⅱ Kantte Op.31 オーケストラ： Norddeutsher-Rundfunkorchester und Chor 指揮：Helmut Franz |
| 47    | 昭和46年3月10日 ↓ 12日         | 演奏会                                                               | フランス各地 (Villetranche/Saon, Caspentras,Nimes) | L.V.Beethoven:Symphonie Nr.9 (Sop.ソロを歌う) オーケストラ・合唱： Trierer Sinfonieorchester und Chor 指揮：Nicolas Bliznakov |
| 48    | 昭和46年3月7日                 | 演奏会                                                               | 西ドイツ (ハイルブロン) Grober-Festsaal | J.S.Bach:Hihe Messe in h-moll (Sop.ソロを歌う) オーケストラ： Wurttenbergishes Kammer-orchester Heilbronn 合唱： Heinlich-Schutz-Chor Heilbronn 指揮：Fritz Werner トランペット：Maurice Andre                                                                                 |
| 49    | 昭和46年3月                    | 演奏会                                                               | 西ドイツ (レムシャイト) | J.S.Bach:Mattaus=Passion (Sop.ソロを歌う) オーケストラ・合唱： レムシャイト市 Kammer-orchester und Chor |
| Rec.3 | 昭和46年4月                    | レコーディング (Erato)                                               | 西ドイツ (Heilbronn) | J.S.Bach:Kantate Nr.51 “Jauchzet Gott,in allen Lande” J.S.Bach:Kantate Nr.30 “Freue dich,erloste Schar” J.S.Bach:Kantate Nr.92 “Ich hab' in Gottes Herz und Sinn” オーケストラ： Wurttenbergisches Kammer- orchester Heilbronn 指揮：Fritz Werner トランペット： Maurice Andre |
| 50    | 昭和46年5月10日                | 演奏会と放送 (ORF) オーストリー放送局定期演奏会                      | オーストリー (ウイーン) Rundfunks-Saal | S.Bussotti: “Manifesto per kalinowsky”(初演) アンサンブル：die reihe 指揮：F.Cerha |
| 51    | 昭和46年6月3日                 | 演奏会                                                               | フランス (Beaune) | L.V.Beethoven:Symphonie Nr.9 (Sop.ソロを歌う) オーケストラ・合唱： Trierer Sinfonieorchester und Chor 指揮：Nicolas Bliznakov |
| 52    | 昭和46年6月4日                 | 演奏会 トゥローン＝フェスティバル                                    | フランス (トゥーロン) Stadttheater | 〈曲名 その他 同上〉 |
| 53    | 昭和46年6月5日                 | 演奏会                                                               | フランス各地 (Sete,Carcasson,Angouleme) | L.V.Beethoven:Symphonie Nr.9 (Sop.ソロを歌う) オーケストラ・合唱： Trierer Sinfonieorchester und Chor 指揮：Nicolas Bliznakov |
| 54    | 昭和46年10月30日               | 演奏会                                                               | フランス (Sochaux) | 〈曲名 その他 同上〉 |
| 55    | 昭和46年11月21日               | 演奏会                                                               | 西ドイツ (ヴッパータール) Standthalle,grobe Saal | W.A.Mozart “Davide Penitente” (第ⅡSop.ソロを歌う) オーケストラ： Das Stadtishe Orchester 合唱：Der Chor der Konzertgesellshaft 指揮：Hans Martin Schneit |
| 56    | 昭和47年2月26日                | 演奏会 (バッハ・フェスティバル)                                      | 西ドイツ (ヴユルツブルク) St.Johanneskirche | J.S.Bach: “Johannnes-Passion” (Sop.ソロを歌う) オーケストラ・合唱： ヴユルツブルク・バッハオーケストラ、合唱団 指揮：G.Jenna |
| 57    | 昭和47年4月18日                | 演奏会と放送 オーストリー放送局定期演奏会                            | ウイーン Osterreichsher Rundfunkssaal | M.Benhamou: “Mizmor 114” fur Sop.Solo und Kammerorchester アンサンブル：die reihe 指揮：F.Cerha |
| 58    | 昭和47年4月29日                | 演奏会                                                               | 西ドイツ (コースフェルト) Stadthalle | J.Brahms:“Ein deutshes Requiem” (Sop.ソロを歌う) オーケストラ：Overijssels- philharmonie Orchester 合唱：Stadtisher Musikverein, Coesfeld 指揮：Ulrich Grosser |
| 59    | 昭和47年6月28日                | リサイタル (帰国記念)                                                | 東京 (第一生命ホール) | F.Handel, R.Schumann, H.Wolf, 林 光, A.Schonberg, R.Strauss,の歌曲による ピアノ伴奏：Erik Werba フルート助奏：林 リリ子 |
| 60    | 昭和47年10月28日               | 放送(収録) 放送は48年1月23日                                         | 東京(NHK) | W.A.Mozartの歌曲 及び F.Handelのアリア ピアノ伴奏：藤井 一興 フルート：林 リリ子 |
| 61    | 昭和47年6月26日                | 演奏会 (ハープコンサートに賛助出演)                                  | 東京 (青山タワーホール) | J.Molnar:ハープの子守歌 白鳥 へブライドの子守歌 ハープ：J.Molnar |
| 62    | 昭和47年10月4日                | 演奏会                                                               | オランダ (クイークホーフェン) 音楽センター | A.Webern:Funf Lieder Op.3 A.Webern:Vier Lieder Op.12 A.Webern:Drei Lieder Op.25 A.Webern:Zwei Lieder Op.8 A.Webern:Funf Geistlicher Lieder Op.15 ピアノ伴奏：Ton Hartsniker |
| 63    | 昭和47年11月18日               | 演奏会                                                               | 西ドイツ (トウ | W.A.Mozart: “Die Seele des Weltalls” (Sop.ソロと男声合唱) |
| 64    | 昭和48年1月28日                | 演奏会 (ヴェンツインガー来日記念)                                    | 東京 (東京文化会館小ホール) | G.F.Handel:Kantate “Tra le fiamma” アンサンブル：東京ゾリステン ハープシコード：小林 道夫 指揮,ヴィオラ・ダ・ガンバ： Augst Wenzinger |
| 65    | 昭和48年4月10日                | 演奏会 (モーリス・アンドレ来日記念)                                  | 神奈川 (神奈川県立音楽堂) | J.S.Bach:Kantate Nr.51 “Jauchzet Gott in allen Landen” アンサンブル：アルス・ノーヴァ チェンパロ,指揮：小林 道夫 トランペット：モーリス・アンドレ |
| 66    | 昭和48年4月12日                | 同上                                                                 | 東京(文京公会堂) | 同上 |
| 67    | 昭和48年4月13日                | 同上                                                                 | 東京(文化会館大ホール) | 同上 |
| 68    | 昭和48年4月25日                | 同上                                                                 | 千葉市(千葉県文化会館) | 同上 |
| 69    | 昭和48年5月21日                | 演奏会 (矢田部勘吉先生喜寿の祝賀コンサート)                          | 東京 (文化会館小ホール) | W.A.Mozart:Konzert-Arie K528 “Bella mia fiamma addio!” ピアノ伴奏：石山 昇 |
| 70    | 昭和48年6月11日                | 演奏会 (クワドロ東京)                                                | 東京(青山タワーホール) | G.F.Handerl:Kantate “Nel dolce del' oblio” (ソプラノ、リコーダー、追奏低音のための) リコーダー：多田 逸郎 チェロ：藤木 英雄 チェンバロ：小林 道夫 |
| 71    | 昭和48年9月13日                | 放送(WDR) (Westdeutsher Rundfunk)                                    | 西ドイツ (ケルン) | R.Schumannの歌曲 J/haas:“Lieder des Gluckes” ピアノ伴奏：Walter Moore |
| 72    | 昭和48年9月25日                | 演奏会 (H.ヴォルフ協会 第38回例会)                                   | 東京 (文化会館小ホール) | H.Wolfの初期の作品より Der Schwalben,Heimkehr他 ピアノ伴奏：大場 俊一 |
| 73    | 昭和48年10月8日                | 演奏会 (仙台宗教音楽研究会)                                          | 仙台 (東北学院大学) | J.S.Bach:Kantate Nr.209 “Non sa sia dolore” J.S.Bach:Kantate Nr.202 “Weichet nur, betrubte Schatten” オーケストラ：仙台宗教音楽合奏団 指揮：佐藤 泰平 |
| 74    | 昭和48年10月24日               | 演奏会 (国際現代音楽祭)                                              | フランス(パリ) (Theatre de le ville) | A.Webern:Lieder op.posth. “Leise dufte” A.Webern:Kantate Ⅰ、Ⅱ (Sop.ソロを歌う) オーケストラ：Radio-Hanovre de le Norddeutsher Rundfunk 合唱：Choeurs de le Norddeutsher Rundfunk de Hamburg 指揮：Friedrich Cerha                                                              |
| 75    | 昭和49年1月26日                | 演奏会                                                               | 山形県(村山市) (村山市民会館) | W.A.Mozart,F.Schubertの歌曲 G.Puccini,Gounodのオペラアリア その他 ピアノ伴奏：岡田 知子 |
| 76    | 昭和49月3月21日                | 演奏会とTV録画 (N響演奏会)                                           | 東京 (NHKホール) | J.Haydn:“Die Jahreszeiten” (Sop.ソロを歌う) オーケストラ：NHK交響楽団 合唱：日本プロ合唱団 指揮：オットマール・スイトナー |
| 77    | 昭和49年3月30日                | 演奏会                                                               | 東京 (東京文化会館) | J.S.bach:Matthaus=Passion (Sop.ソロを歌う) オーケストラ：東京交響楽団 合唱：宗教音楽研究会合唱団 指揮：遠山 信二 |
| 78    | 昭和49年5月                    | 放送(収録) (夕べのリサイタル) (放送は7月2日)                         | 東京(NHK) | F.Schubertの歌曲 ピアノ伴奏：岡田 知子 |
| 79    | 昭和49年5月                    | 演奏会                                                               | 西ドイツ (コースフェルト) | G.F.Handel:Acis und Galatea (Damonのパートを歌う) オーケストラ：Dverijssels - Philharmonisch Orchester 合唱：Stadtischer Musikverein Coesfeld 指揮：Ulrich Grosser |
| 80    | 昭和49年6月3日                 | 演奏会                                                               | 西ドイツ (ベルギッシュ・グラートバッハ) | M.A.Carpantier:Magnifiat W.A.Mozart: c-moll Messe (Sop.ソロを歌う) オーケストラ：Collegium Instrumentale Koln 合唱：Chorgemeinschaft Bergisch Gladbach 指揮：Paul Nitsche |
| 81    | 昭和49年12月19日               | 演奏会                                                               | 東京 (虎ノ門ホール) | J.Haydn:Die Jahreszeiten (Sop.ソロを歌う) オーケストラ：新星日本交響楽団 合唱：中央大学学友会混声合唱団 指揮：山口 貴 |
| 82    | 昭和50年4月1日                 | 演奏会 (モーリス・アンドレ来日記念)                                  | 東京 (文化会館大ホール) | Scarlatti：“Sous les ponts de Tebre” (Sop.ソロとトランペット) アンサンブル：アルス・ノーヴァ チェンパロと指揮：小林 道夫 トランペット：モーリス・アンドレ |
| 83    | 昭和50年５月20日               | 演奏会 (ヴォルフ協会第44回例会)                                      | 東京 (日経ホール) | アイヒェンドルフの詩による H.Wolfの歌曲 Die kleine, Die Zigeunerin 他 ピアノ伴奏：大場 俊一 |
| 84    | 昭和50年12月5日                | 演奏会(ジョイント) (ドイツ歌曲の夕べ)                                | 名古屋 (中電ホール) | ゲーテの詩によるシューベルトの歌曲 (Ten.筧 義也 氏とジョイント) ピアノ伴奏：杉浦 日出夫 |
| 85    | 昭和51年12月17日               | 演奏会                                                               | 東京 (日比谷公会堂) | L.V.Beethoven:Symphonie Nr.9 (Sop.ソロを歌う) オーケストラ：東京都交響楽団 合唱：尚美学園合唱団 指揮：山田 一雄 |
| 86    | 昭和51年11月5日                | 演奏会                                                               | 東京 (文化会館小ホール) | A.Vivaldi:Gloria (Sop.ソロを歌う) アンサンブル：東京ヴィヴァルディ 合奏団 指揮：早川 正昭 |
| 87    | 昭和52年5月30日                | リサイタル                                                           | 東京 (青山タワーホール) | R.Schumann, H.Wolf, B.Bartokの歌曲による ピアノ伴奏：Walter Moore |
| 88    | 昭和53年1月10日                | 演奏会 (二期会ゴールデンコンサート)                                  | 東京 (虎ノ門ホール) | F.Schubertの歌曲による ピアノ伴奏：三浦 洋一 |
| 89    | 昭和53年9月2日                 | 演奏会                                                               | 東京 (カテドラル) | H.Schutz:Geistliche Chormusik 5声-7声のモテット全29曲 (SWV369-397) 第ⅠSop.ソロを歌う ハインリッヒ・シュッツ合奏団・合唱団 指揮：淡野 弓子 |
| 90    | 昭和53年11月7日                | 演奏会                                                               | 東京 (石橋メモリアルホール) | A.Vivaldi: Motetto a canto solo con stromenti op.101-Nr.3 “Nulla in Mondo pax sincera” アンサンブル：東京ヴィヴァルディ合奏団 |
| 91    | 昭和53年11月20日               | 演奏会 (道ピアノグループ賛助出演)                                    | 東京 (第一生命ホール) | J.Brahms:4声部と2台のピアノの為のワルツ Liebeslieder Op.52全曲 (A.北村 幸子, T.河瀨 柳史, B.西 義一) (第Ⅰピアノ：串戸 悦子、第Ⅱピアノ：串戸 功三郎) |
| 92    | 昭和53年11月26日               | 演奏会                                                               | 東京 (日比谷公会堂) | L.V.Beethoven:Symphonie Nr.9 Sop.ソロを歌う オーケストラ：新日本フィルハーモニー交響楽団 合唱：尚美学院合唱団 指揮：渡辺 暁雄 |
| 93    | 昭和54年1月17日                | リサイタル                                                           | 東京 (青山タワーホール) | L.V.Beethoven, F.Schubert, S.Barbar, R.Strauss の歌曲による ピアノ伴奏：Walter Moore |
| 94    | 昭和54年9月2日                 | 演奏会                                                               | 東京 (カテドラル) | H.Schutz: 7Konzerte aus “Symponiae Sacrae Ⅰ” Op.6 H.Schutz: “Musikalische Exequien” Op.7 (Sop.ソロを歌う) ハインリッヒ・シュッツ合唱団・合奏団 指揮：淡野 弓子 |
| 95    | 昭和55年11月16日               | 演奏会                                                               | 東京 (日比谷公会堂) | L.V.Beethoven:Symphonie Nr.9(Sop.ソロを歌う) オーケストラ：新日本フィルハーモニー交響楽団 合唱：尚美学院合唱団 指揮：小泉 和裕 |
| 96    | 昭和55年11月28日               | 演奏会 (ヴォルフ協会第63回例会)                                      | 東京 (第一生命ホール) | 「レーナウの詩による歌曲」 A.Rubinstein, R.Strauss, O.Schoeck の歌曲 ピアノ伴奏：小林 道夫 |
| 97    | 昭和55年12月1日                | リサイタル                                                           | 東京 (青山タワーホール) | F.Schubert, A.Schonberg, J.Marx, の歌曲による ピアノ伴奏：Walter Moore |
| 98    | 昭和56年11月27日               | 演奏会 (ヴォルフ協会第71回例会)                                      | 東京 (第一生命ホール) | 「ヘルマン・ロイターの歌曲」 “Hochzeitlieder” Op.53 全曲 (第ⅠSop.ソロを歌う) ピアノ伴奏：Hermann Reuter |
| 99    | 昭和56年12月6日                | 演奏会 (青少年の為の第九演奏会)                                      | 東京 (人見記念講堂) | L.V.beethoven:Symphonie Nr.9 (Sop.ソロを歌う) オーケストラ：日本フィルハーモニー交響楽団 合唱：尚美学院合唱団 指揮：Jiri Belohlavek |
| 100   | 昭和57年4月19日                | リサイタル                                                           | 東京 (青山タワーホール) | J.Haydn, W.A.Mozart, F.Schubert, J.Brahms, E.Wolf-Ferrariの歌曲による ピアノ伴奏：Walter Moore |
| 101   | 昭和57年6月23日                | 演奏会 (ヴォルフ協会第73回例会)                                      | 東京 (第一生命ホール) | 「シラーの詩による歌曲」 J.F.Reichart, N.Krufft, F.Schubert, J.Brahms の歌曲による (ソロとカルテットを歌う) ピアノ伴奏：Christian de Bruyn |
| 102   | 昭和57年11月20日               | 演奏会 (青少年の為の第九演奏会)                                      | 千葉市 (文化会館) | L.V.Beethovev:Symphonie Nr.9 (Sop.ソロを歌う) オーケストラ：東京交響楽団 合唱：尚美学院合唱団 指揮：秋山 和慶 |
| 103   | 昭和57年11月21日               | 演奏会 (青少年の為の第九演奏会)                                      | 東京 (日比谷公会堂) | L.V.Beethoven:Symphonie Nr.9 (Sop.ソロを歌う) オーケストラ：東京交響楽団 合唱：尚美学院合唱団 指揮：秋山 和慶 |
| 104   | 昭和57年12月20日               | 演奏会 (クリスマス・コンサート)                                      | 東京 (銀座ヤマハホール) | W.A.Mozart, F.Schubert, 中田 喜直の歌曲 他 ピアノ伴奏：宇井 優 |
| 105   | 昭和58年4月21日                | リサイタル                                                           | 名古屋 (中電ホール) | J.F.Reichardt, C.F.Zelter, F.Schubert, H.Pfitzner, R.Strauss の歌曲による ピアノ伴奏：Walter Moore |
| 106   | 昭和58年5月18日                | 演奏会 (ヴォルフ協会第76回例会)                                      | 東京 (第一生命ホール) | 「メーリケの詩によるヴォルフの Mausfallen-Spruchlein, Lied vom Winde, その他」 ピアノ伴奏：大場 俊一 |
| 107   | 昭和58年10月7日                | 演奏会 (企画と演奏)                                                  | 東京 (銀座ヤマハホール) | A.Vivaldi: “Motetti” a canto solo con Strumenti 全6曲 オーケストラ：東京ゾリステン 指揮：赤松 安 |
| 108   | 昭和58年11月19日               | 演奏会 (青少年の為の第九演奏会)                                      | 千葉市 (文化会館) | L.V.Beethoven:Symphonie Nr.9 オーケストラ：東京シティフィルハーモニー管弦楽団 合唱：尚美学院合唱団 指揮：荒谷 俊治 |
| 109   | 昭和58年11月20日               | 演奏会                                                               | 東京 | L.V.Beethoven:Symphonie Nr.9 オーケストラ：東京シティフィルハーモニー管弦楽団 合唱：尚美学院合唱団 指揮：荒谷 俊治 |
| 110   | 昭和59年5月8日                 | リサイタル                                                           | 東京 (第一生命ホール) | P.Cornelius, F.Liszt, A.Berg, G.Mahlerの歌曲 ピアノ伴奏：Walter Moore |
| 111   | 昭和59年11月4日                | 演奏会 (青少年の為の第九演奏会)                                      | 千葉市 (文化会館) | L.V.Beethoven:Symphonie Nr.9 (Sop.ソロを歌う) オーケストラ：東京交響楽団 合唱：尚美学院合唱団 指揮：森 正 |
| 112   | 昭和60年4月24日                | リサイタル                                                           | 名古屋 (中電ホール) | R.Schumann, F.Liszt, B.Bartok, H.Wolfの歌曲 ピアノ伴奏：Walter Moore |
| 113   | 昭和61年11月23日               | 演奏会 (青少年の為の第九演奏会)                                      | 東京 (日比谷公会堂) | L.V.Beethoven:Symphonie Nr.9 (Sop.ソロを歌う) オーケストラ：新日本フィルハーモニー交響楽団 合唱：尚美学院合唱団 指揮：山田 一雄 |
| 114   | 昭和62年4月24日                | リサイタル                                                           | 東京 ([[こまばエミナース]]) | A.Berg, H.Pfitzner, J.Marx, R.Strauss,の歌曲 ピアノ伴奏：Walter Moore |
| 115   | 昭和62年11月15日               | 演奏会 (青少年の為の第九演奏会)                                      | 東京 (日比谷公会堂) | L.V.Beethoven:Symphonie Nr.9 (Sop.ソロを歌う) オーケストラ：東京交響楽団 合唱：尚美学院合唱団 指揮：大友 直人 |
| 116   | 昭和63年11月19日               | 演奏会 (青少年の為の第九演奏会)                                      | 浦和市 (埼玉会館) | L.V.Beethoven:Symphonie Nr.9 (Sop.ソロを歌う) オーケストラ：東京交響楽団 合唱：尚美学院合唱団 指揮：林 紀人 |
| 117   | 昭和63年11月22日               | 演奏会 (青少年の為の第九演奏会)                                      | 東京 (日比谷公会堂) | L.V.Beethoven:Symphonie Nr.9 (Sop.ソロを歌う) オーケストラ：東京交響楽団 合唱：尚美学院合唱団 指揮：秋山 和慶 |
| 118   | 平成元年11月22日               | 演奏会 (埼玉県民の日第12回みどりのコンサート) 青少年の為の第九演奏会 | 大宮市 (大宮ソニックシティ大ホール) | L.V.Beethoven:Symphonie Nr.9 オーケストラ：東京交響楽団 合唱：尚美学院合唱団 指揮：秋山 和慶 |
| 119   | 平成2年12月5日                 | 演奏会 (埼玉県民の日第12回みどりのコンサート) 青少年の為の第九演奏会 | 大宮市 (大宮ソニックシティ大ホール) | L.V.Beethoven:Symphonie Nr.9 (Sop.ソロを歌う) オーケストラ：東京シティ・フィルハーモニック管弦楽団 合唱：尚美学院合唱団 指揮：松尾 葉子 |
| 120   | 平成6年11月19日                | 演奏会                                                               | 葛飾区 (テクノプラザ大ホール) | Pergolesi:Stabat mater (Sop.ソロを歌う) 葛飾区民オーケストラ 指揮：吉岡 弘行 飯田純子, 塚本邦江, 末芳枝 氏と共演 |
| 121   | 平成7年12月13日                | 演奏会 (青少年の為の第九演奏会)                                      | 大宮市 (大宮ソニックシティ大ホール) | L.V.Beethoven:Symphonie Nr.9 (Sop.ソロを歌う) オーケストラ：東京交響楽団 合唱：尚美学院合唱団 指揮：秋山 和慶 |
| 122   | 平成8年5月12日                 | リサイタル                                                           | カザルスホール | F.Schubert, H.Wolf, J.Marx, R.Straussの歌曲による 伴奏：矢部 伸子 後日、ライブ録音のCD制作 |
| 123   | 平成9年3月28日                 | 演奏会                                                               | こまばエミナース | J.Brahms:Liebeslieder 全曲 (Sop.ソロを歌う) ピアノ：串戸功三郎,串戸悦子 北村幸子, 宮崎義昭, 西義一氏と共演 |

## ディスコグラフィー
| タイトル           | 著者 | 出版元                 | 刊行年月 |
| ------------------ | --- | ---------------------- | -------- |
| Mass in B minor    | Bach, Johann Sebastian Hansmann, Rotraud 飯山 恵巳子 Watts, Helen Equiluz, Kurt Egmond, Max van Wiener Sängerknaben Chorus Viennensis Concentus Musicus Wien Harnoncourt, Nikolaus                                                              | Teldec                 | c2007    |
| The music of Satie | C1222019 Escribano, Marie Thérèse Bedard, Michèle 飯山 恵巳子 Lorenz, Gerlinde Bonazzi, Elaine Taylor, Millard Glazer, Frank Deas, Richard Ensemble "Die Reihe" Radio-Télé-Luxembourg. Orchestre symphonique Cerha, Friedrich Froment, Louis de | VoxBox                 | c1994    |
| Missa 1733         | Bach, Johann Sebastian Hansmann, Rotraud 飯山 恵巳子 Watts, Helen Equiluz, Kurt Egmond, Max van Wiener Sängerknaben Concentus Musicus Wien Harnoncourt, Nikolaus                                                                                | Teldec; キングレコード | c1986    |